# Khanat Karabach

Das Khanat Karabach, hier Karabağ Hanlığı benannt, in der Periode von 1801 bis 1878

Das Khanat Karabach (Qarabağ xanlığı) war ein Staat, der von 1606 bis 1822 existierte. Es bestand aus Bergkarabach und Niederkarabach im heutigen Aserbaidschan sowie angrenzenden Gebieten im heutigen Armenien bis zum Khanat Nachitschewan, das zeitweilig ebenso zum Khanat Karabach gehörte.

## Geschichte

### Gründung und Unabhängigkeit
Das Khanat wurde 1606 von den Afscharen, einem oghusischen Stamm, gegründet, als das Gebiet als Lehen an die mit den Kadscharen verwandte Familie der Ziyadoglu verliehen wurde. Der Begründer der Unabhängigkeit war Khan Panah-Ali (1693–1761) von der Familie der Javanshir, der nach dem Tod Nadir Schahs 1747 den Zusammenbruch der persischen Zentralmacht ausnutzte, um das Khanat von Persien zu lösen.
Khan Panah unterwarf die fünf armenischen Fürstentümer in der Nachbarschaft. Zunächst verbündete er sich mit Melik Schahnasar von Waranda gegen dessen konkurrierende Fürsten. Im Gebiet von Waranda entstand später auch die Hauptstadt des Khanats. Diese war zuerst Bayat, ehe 1750–1752 die Stadt Panahabad (heute Şuşa) neu errichtet wurde. Von dort aus konnten die unterworfenen Fürsten besser kontrolliert werden. Später eroberte Panah noch weitere Gebiete Karabachs, außerdem Meghri, Tatev, Sisian, Kapan und das Khanat Nachitschewan.

### Angriffe anderer Khanate und der Perser
Ein Jahr nach der Gründung von Panahabad wurde das Khanat von den Persern unter Khan Muhammed Hassan angegriffen, der auch den persischen Thron beanspruchte. Er gehörte der Familie der Kadscharen an, die als Khane von Gandscha auch lange Zeit über Karabach geherrscht hatten. Muhammed Hassan belagerte Panahabad, zog sich aber bald wieder zurück, da sein Kernland von einem anderen Anwärter auf den persischen Thron, Karim Khan-e Zand, angegriffen wurde. Er zog sich so hastig zurück, dass er seine Kanonen vor der Festung zurückließ, mittels derer er von Panah Ali auf dem Rückzug angegriffen wurde. Kurz darauf konnte Panah Ali auch das Khanat Ardabil auf der anderen Seite des Aras erobern.
1759 wurde das Khanat von Khan Fatali vom Khanat Urmia angegriffen. Mit seiner 30.000 Mann starken Armee konnte er die armenische Fürsten von Dschraberd und Talisch unterwerfen. Nach sechsmonatiger Belagerung von Panahabad zog sich Fatali wieder zurück.
Panahs Sohn Ibrahim-Khalil baute die Hauptstadt aus und nannte sie Şuşa, was auch noch ihr heutiger Name ist. Die Benennung erfolgte nach dem nächsten alten Dorf, Şüşükent. Unter ihm gingen die Khanate Nachitschewan und Ardabil wieder verloren.
Im Sommer 1795 wurde Karabach von Agha Mohammad Khan, dem Sohn von Muhammad Hassan, angegriffen, der Persien wieder vereinen wollte. Dazu belagerte er Şuşa mit einer 80.000 Mann starken Armee. Khan Ibrahim Khalil Panah von Karabach bezog alle Schichten der Bevölkerung in den Kampf mit ein, um der Belagerung zu widerstehen. Sie dauerte 33 Tage und endete mit einem Abzug von Agha Muhammad, der daraufhin gegen Tiflis zog und dieses einnahm.
Nachdem Agha Muhammad Schah von Persien geworden war, versuchte er 1797 erneut, Karabach zu erobern. Nachdem im Gebiet um Şuşa und in der Stadt selbst große Zerstörungen angerichtet worden waren, gelang es Agha Muhammad die Stadt einzunehmen. Khan Ibrahim Khalil floh daraufhin nach Dagestan. Doch nach wenigen Tagen wurde Schah Agha Muhammad von seinen Leibwächtern ermordet. Daraufhin zogen die persischen Truppen ab, und der Khan kehrte aus dem Exil zurück.

### Russische Vorherrschaft
1805 wurde zwischen Karabach und dem russischen Reich der Vertrag von Kurekchay abgeschlossen. Nach diesem Vertrag erkannte Karabach die Vormachtstellung Russlands in der Region an und trat Souveränitätsrechte ab. Auch sollten 8.000 Goldrubel pro Jahr an Russland gezahlt werden. Dafür sollte sich der Zar nicht in die inneren Angelegenheiten einmischen und den Khan als Herrscher anerkennen.
Aber noch im selben Jahr wurde Ibrahim-Khalil Panah von den Russen des Hochverrats bezichtigt und nahe Şuşa mit seiner Familie von Major Lisanevich getötet. 1813 wurde Karabach durch den Vertrag von Gulistan endgültig russisch. Dies wurde durch den Frieden von Turkmantschai 1828 nochmals bestätigt.
1822 wurde das Khanat aufgelöst und die russische Provinz Karabach gegründet. Einige Mitglieder der Dynastie waren später noch in Persien aktiv, so war Abdul Wakil Panah Emir von Chorasan.

## Herrscher
- Ziyad Oghlu Qajar-Dynastie

- 1722 – Mai 1728 Khan Dawud
- 1728 – 1730 Makhithar
- 1730 – 1738 Khan Ughurlu II.
- 1743 Khan Chemskeseka

- Jawanshir-Dynastie

- 1747 – 1761 Khan Panah-Ali
- 1761 – 14. Juni 1806 Khan Ibrahim Khalil
- 1806 – Oktober 1822 Khan Mahdi Quli

Quelle: rulers.org